# Обухов, Павел Михайлович
Павел Михайлович Обухов (1911 год, Москва — дата смерти неизвестна) — бригадир монтёров пути ремонтно-восстановительного поезда № 22 Управления строительства № 99 Министерства транспортного строительства СССР, Гурьевская область, Герой  Социалистического Труда (1971).

## Биография
Родился в 1911 году в рабочей семье в Москве. В 1932—1936 годах проходил срочную службу в Красной Армии. После армии работал на Украине на одном из заводов в Запорожье. С 1939 года — рабочий машинной путевой станции Кавказская Северо-Кавказской железной дороги в Кропоткине. В годы Великой Отечественной войне восстанавливал железнодорожные пути на фронтах. В 1945 году назначен бригадиром путевых рабочих Головного ремонтно-восстановительного поезда № 22 Наркомата путей сообщения СССР. Позднее трудился в тресте «Оренбургтрансстрой» на освоении целинных земель. За выдающиеся трудовые достижения был награждён в 1957 году Орденом «Знак Почёта».
В 1960 году вместе с бригадой прибыл в Казахстан в составе восстановительного поезда № 122 для строительства участка железнодорожной дороги Актогай — Дружба (Восточно-Казахстанская область). В 1961—1963 годах работал на строительстве железнодорожной линии Чу — Бадам в Южном Казахстане. С 1963 года трудился на прокладке железнодорожных путей в Гурьевской области на железнодорожных линиях Макат — Мангышлак, Бейнеу — Кунград.
В годы Восьмой пятилетки бригада Павла Обухова уложено и забалластировано 412403 кубических метров щебня, построено 22 искусственных сооружений. Пятилетние задания выполнены в среднем на 120—125 %. За выдающиеся успехи в выполнении заданий пятилетнего плана перевозок и повышении эффективности использования технических средств железнодорожного транспорта удостоен звания Героя Социалистического Труда указом Президиума Верховного Совета СССР от 7 мая 1971 года с вручением ордена Ленина и золотой медали «Серп и Молот».
После выхода на пенсию проживал в Гурьеве.
Награды
- Герой Социалистического Труда
- Орден Ленина
- Орден Трудового Красного Знамени (27.04.1967)
- Орден «Знак Почёта» (11.01.1957)
- Медаль «За трудовое отличие» (11.08.1967)
- Медаль «За оборону Кавказа»
- Медаль «За освобождение Варшавы».